# Pink Lady
Pink Lady (ピンク・レディー Pinku Redī) – japoński dziewczęcy duet muzyczny, popularny w latach 70. do wczesnych lat 80. W skład grupy wchodzą Mitsuyo Nemoto („Mie”) oraz Keiko Masuda („Kei”). W USA dały się poznać w 1980 w NBC-TV poprzez program Pink Lady and Jeff. Koncert oficjalnie kończący ich karierę odbył się 26 i 27 marca 2005 roku.

## Single
| Lp. | Tytuł                      | Data wydania  | Sprzedaż całkowita | Najwyżej w rankingu |
| --- | -------------------------- | ------------- | ------------------ | ------------------- |
| 1   | Pepper Keibu               | Wrzesień 1976 | ?                  | #4                  |
| 2   | S.O.S.                     | Listopad 1976 | ?                  | 1 tydzień #1        |
| 3   | Carmen '77                 | Marzec 1977   | ?                  | 5 tygodni #1        |
| 4   | Nagisa No Sindbad          | Czerwiec 1977 | 1 milion           | 8 tygodni #1        |
| 5   | Wanted (Shimei Tehai)      | Wrzesień 1977 | 1.2 milion         | 12 tygodni #1       |
| 6   | UFO                        | Grudzień 1977 | 1.55 milion        | 10 tydzień #1       |
| 7   | Southpaw                   | Marzec 1978   | 1.46 milion        | 9 tygodni #1        |
| 8   | Monster                    | Czerwiec 1978 | 1.1 milion         | 8 Tygodni #1        |
| 9   | Toumei Ningen              | Wrzesień 1978 | ?                  | 4 tygodnie #1       |
| 10  | Chameleon Army             | Grudzień 1978 | ?                  | 6 tygodni #1        |
| 11  | Zipangu                    | Marzec 1979   | ?                  | #4                  |
| 12  | Pink Typhoon (In the Navy) | Maj 1979      | ?                  | #6                  |
| 13  | Nami Nori Pirates          | Lipiec 1979   | ?                  | #4                  |
| 14  | Kiss in the Dark           | Wrzesień 1979 | ?                  | #19 Japonia #37 USA |
| 15  | Monday Mona Lisa Club      | Wrzesień1979  | ?                  | #14                 |